# Freitagskrimi
Der Freitagskrimi ist eine Dachmarke des ZDF, unter der jeweils freitags um 20:15 Uhr im wöchentlichen Wechsel verschiedene Krimiserien ausgestrahlt werden.

## Liste der Freitagskrimis
- Der Alte (seit 1977)
- Die Chefin (seit 2012)
- Derrick (1974–1998)
- Der Ermittler (2001–2005)
- Ein Fall für zwei (1981–2013)
- Ein Fall für zwei (seit 2014)
- Flemming (2009–2012)
- Jenseits der Spree (seit 2021)
- Der Kommissar (1969–1976)
- Kommissar Stolberg (2006–2013)
- Der Kriminalist (2006–2020)
- Letzte Spur Berlin (seit 2012)
- Professor T. (2017–2020)
- Siska (1998–2008)
- SOKO Leipzig (seit 2001, seit 2003 im Freitagabendprogramm)
- Der Staatsanwalt (2005–2025)